# Cuarteto para cuerda n.º 1 (Gerhard)
El Cuarteto para cuerdas nº 1 es una obra para dos violines, viola y violonchelo, compuesta por Robert Gerhard entre el 1951 y el 1955, y estrenada a Dartington en 1956. Esta obra marca un punto de inflexión en el estilo y en el proceso compositivo de Robert Gerhard, ya que por un lado, recupera recursos arcaicos como la forma sonata, junto con otros no tan antiguos pero ya superados, como el dodecafonismo. Estos los desarrolla, combina y transforma junto con nuevos procesos sistemáticos que él mismo crea, de modo que desemboca en un nuevo y amplio marco teórico de trabajo que será esencial para su obra a partir de entonces.

## Historia
Robert Gerhard comenzó a escribir el Cuarteto de cuerda nº 1 en 1951 en Cambridge, donde residía en el exilio desde 1939 como consecuencia del franquismo, en un contexto histórico y personal significativo. Había sido uno de los discípulos más importantes (de los pocos que permanecían vivos) de Arnold Schoenberg, que murió el mismo año de 1951. Paralelamente, el dodecafonismo (la técnica compositiva de doce tonos de la vanguardia en el periodo entre guerras defendida por Schoenberg), fue sustituido por el serialismo integral, encabezado por Pierre Boulez.
Poco antes, dos de las últimas obras de Gerhard tuvieron una mala acogida por parte de la crítica. La primera, la ópera The Duenna, estrenada en el extranjero, fue rechazada por "abusar de melodías populares", lo que podría no haber ocurrido si el estreno hubiera sido en Barcelona. Allí, el público podría haber estado más involucrado en la trama y sus referencias a la política y la sociedad. Se dice que la otra pieza, la Sonata para viola y piano, estaba "carente de originalidad". Esto llevó a Gerhard a un periodo de crisis. Cabe destacar que es la segunda gran convulsión del mundo de la composición que presencia, después del primer paso al sistema de doce tonos al acabar la Primera Guerra Mundial.
De este modo, empezó una tercera etapa de su carrera compositiva, caracterizada por una exploración del concepto de "serie", aunque en una dirección diferente a la de Boulez u Olivier Messiaen. A partir de entonces, aplicó el concepto de serialización a las alturas y temporalidades, pero de una manera más laxa: no necesariamente hacía uso de toda la escala cromática, y también hacía intercambios de bloques dentro de una sola serie, dejando más espacio para la expresividad. También desarrolló el serialismo en términos de tiempo, basándose en el concepto de time-set: este está más orientado a las proporciones (en lugar del ritmo) y a la distancia entre eventos (de tal manera que la articulación, rítmica, duración, métrica y forma se incluyen en el mismo parámetro).
Sin embargo, a pesar de las críticas y de su predilección por este nuevo serialismo, nunca se mostró contrario a la inserción de elementos de la música popular catalana en aspectos como el ritmo, la orquestación o el contorno de las series de alturas. También a partir de este momento, asumió el relevo de Schoenberg en el ámbito didáctico del dodecafonismo, enseñando, dando conferencias y escribiendo artículos.
En este sentido, compartía con Béla Bartók el espíritu de transformar la tradición para mantenerla. De hecho, el imaginario el cual evocan algunas de las obras de este nuevo periodo creativo de Gerhard (como el Concierto para piano (1951) o el Concierto para clave (1956)) denotan hasta cierto punto una clara influencia del compositor húngaro. Además de esto, comparando aspectos como la forma, el ritmo, los modos o la coloración, se puede comprobar la existencia de paralelismos en la utilización de la música tradicional proveniente de las regiones respectivas de cada uno de los compositores.
La Sinfonía nº 1 (1953) tuvo un éxito considerable en el estreno, dos años más tarde, en el festival de la Sociedad Internacional de Música Contemporánea en Baden-Baden. A pesar de no adherirse a otras nuevas corrientes musicales, siguió con interés el trabajo de las nuevas generaciones de compositores británicos y, en general, de la escena internacional. Dentro de esta situación existen un par de excepciones: por un lado, durante los años 50 escribió música instrumental para series de la BBC (bajo el pseudónimo de Joan de Serrallonga); por el otro, investigó e hizo experimentación con la música electrónica (en particular, música concreta), obteniendo recursos y materiales que más tarde fundamentarían sus composiciones electroacústicas. Dentro esta situación, interpretó un papel muy importante Leopoldina Feichtegger (Poldi, casada con Gerhard). Y también se podría decir, que difícilmente habrían logrado todo este progreso sin el patrocinio de Alice Roughton, quien ofreció trabajo y vivienda al matrimonio: la residencia de Alice fue un importante sitio de apoyo y encuentro entre intelectuales de la época.
Como dato importante acerca del Cuarteto de cuerda nº 1, es que éste no fue realmente el primer cuarteto que compuso, ya que anteriormente escribió 3 más. pero Gerhard terminó descartando la idea de incorporarlos al catálogo. Los dos primeros datan de 1917 (siendo alumno de Felip Pedrell) y de 1922 (como autodidacta) respectivamente. El tercero tiene una historia más curiosa: lo compuso el 1927, mientras era alumno de Schoenberg, pero se debate si realmente fue una obra que presentó al profesor de la Akademie der Künste o no (ya que difiere estilísticamente del resto de sus obras, pero al mismo tiempo es evidente que dedicó un esfuerzo considerable a componerlo). Independientemente de esta situación, parte del material de este último cuarteto aparece en el Concertino para cuerdas (1929). Además, dos años antes de su regreso a Cataluña en 1929, presentó precisamente este cuarteto a un concurso de composición en Barcelona, intentando conseguir un impulso a su carrera en términos de reconocimiento y autonomía económica.

## Análisis
La obra tiene cuatro movimientos, y una duración aproximada de 20 minutos (19 en el estreno y 23 en la grabación del Cuarteto Kreutzer, de la cual se señalan las duraciones a continuación):
- Movimiento I: Allegro assai (7'11")
- Movimiento II: Con vivacità (2'35")
- Movimiento III: Grave (5'24")
- Movimiento IV: Molto allegro (8'34")

La diferencia temporal entre el comienzo del proceso compositivo y el final, aunque se basen en una misma secuencia de doce notas, crea una separación estilística entre los movimientos 1-2 y 3-4. Estos últimos son una de las primeras exploraciones del “código combinatorio” (propio de Gerhard) que relaciona alturas y proporciones a través de series.
"Utilizo, al mismo tiempo que la serie de 12 notas, un conjunto de proporciones expresadas numéricamente. La serie se puede interpretar como un código para las operaciones combinatorias que se ocupan de la relación altura-estructura." Gerhard, Developments in Twelve-Tone Technique (1956)

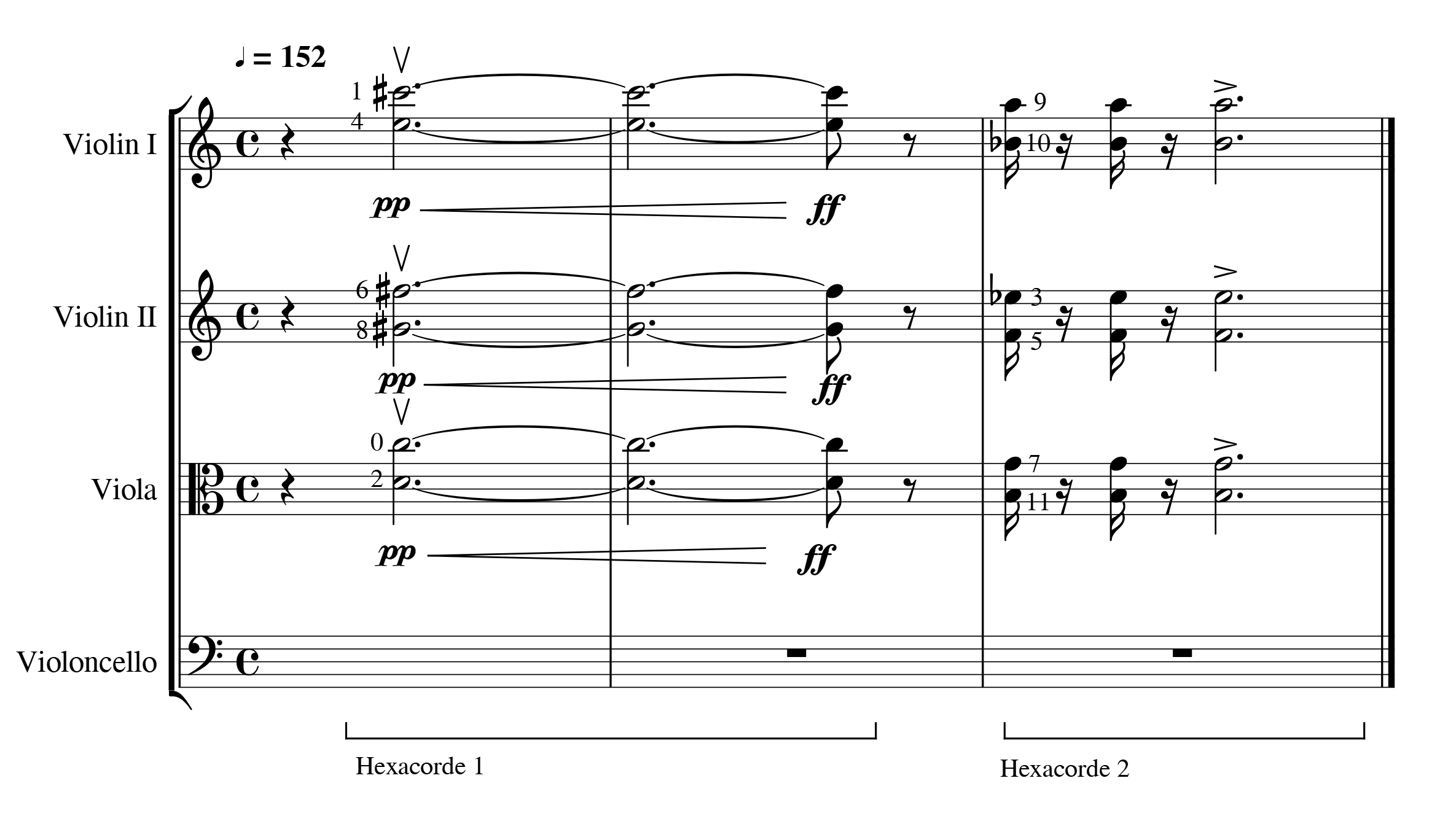
Figura 1. Aparición de los dos hexacordes al inicio de la obra

Además, como dato curioso, se puede observar que la duración de los movimientos tiene implícita la proporción áurea. Esto puede variar según la grabación, pero podemos apreciar que el cociente entre el cuarto y el tercer movimiento se acerca, así como el total de la grabación entre los dos últimos movimientos.

### Por movimientos

#### Movimiento I (Allegro assai)
Gerhard trabajó para reinventar la aplicación de la forma sonata junto con los recursos estilísticos que utilizaba en sus obras, y este movimiento es un claro ejemplo de ello. Sin embargo, al encontrarse fuera de la tonalidad, era necesario definir nuevos procesos musicales que permitieran estructurar una sonata dentro de los parámetros temáticos y armónicos. Debido a que el elemento temático se conserva dentro de la técnica de los doce tonos, no es necesario cambiar la técnica en este sentido más allá del uso del tipo de líneas melódicas propias. En cuanto a la armonía y la falta de tonalidad, divide la serie (única) de alturas en dos hexacordos y utiliza esta dualidad para lograr el contraste armónico que anteriormente se lograba a través de modos y tonalidades. Los hexacordos son un recurso que Schoenberg ya había utilizado con anterioridad, y se sabe que Gerhard había dedicado un cierto tiempo a estudiar obras de su maestro como Von Heute auf Morgen.

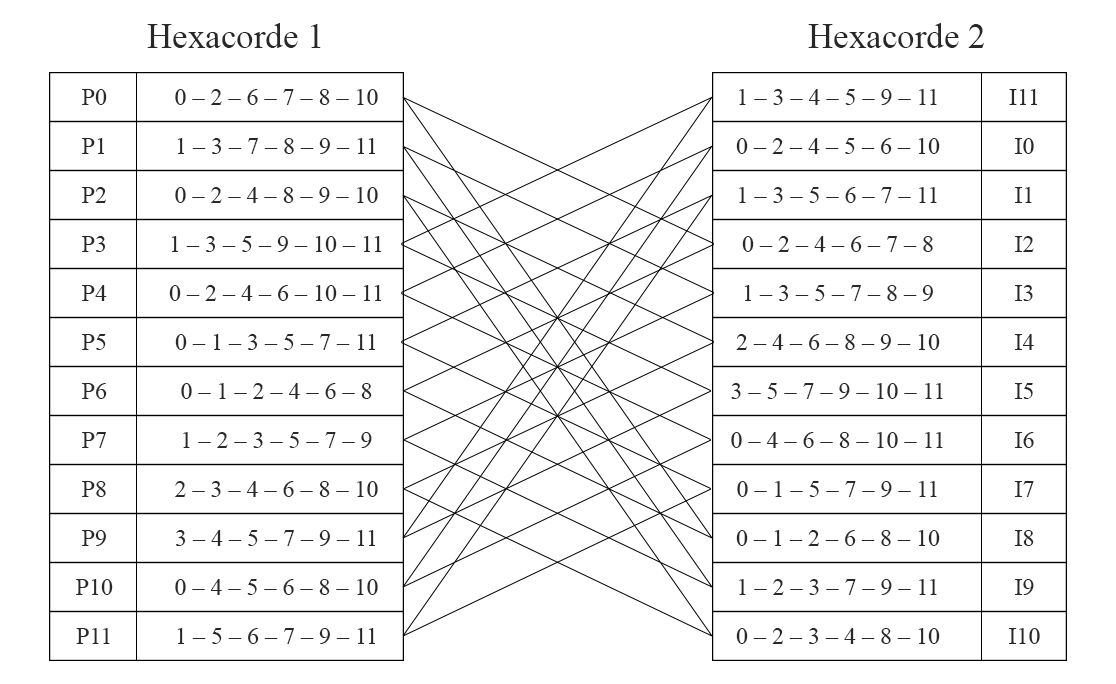
Figura 2. Todos los posibles hexacordos "estrechamente relacionados" por la serie del primer movimiento del Cuarteto

La división de la serie en estos dos hexacordos complementarios al inicio del cuarteto significa y predispone la importancia que la relación hexacordal juega en esta obra. Además de esto, cada hexacordo de la serie original forma parte de la SC 6-22 (012468), lo cual es complementario por sí mismo. Como resultado, cada hexacordo, ya sea extraído del inicio o del final de la serie, está relacionado con su transposición e inversión de la mano de la retrogradación. Gerhard lleva esto un paso más allá al elegir relacionar series hexacordales que comparten cinco pitch classes. Esto significa que por cada serie hexacordal habrá dos otras series que comparten cinco pitch clases. Ya que Gerhard explota estas relaciones exclusivamente en el cuarteto, nos referiremos a los hexacordos que manifiestan esta relación como "cercanamente" relacionados.
Mientras cada hexacordo en su forma prima tiene solo un compañero relacionado que comparte las seis pitch clases, hay dos transformaciones hexacordales por cada uno de los segmentos de seis notas “cercanamente" relacionados. Esta relación en forma de escalera puede apreciarse en la Figura 2, la cual presenta una “matriz hexacordal”: cada forma prima de la serie se ve reordenada de menor a mayor (a partir del orden de pitch class) dentro de sus dos límites hexacordales. Las líneas dibujadas desde cada hexacordo al otro están emparejadas con el relativo más “cercano”.
Debido a esta relación, Gerhard puede moverse perfectamente entre múltiples transformaciones de la serie manteniendo por lo menos cinco notas en común entre hexacordo y hexacordo, dando como resultado a que en ningún momento se pierda la sensación de coherencia armónica.

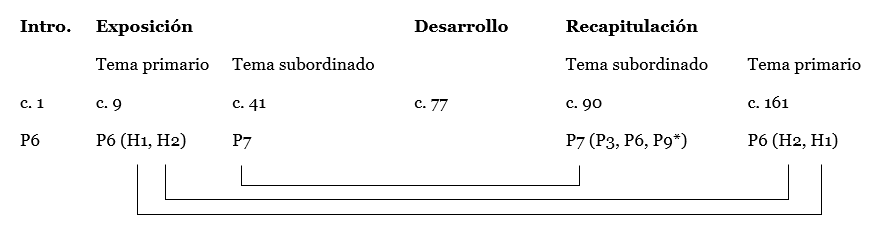
Figura 3. Hexacordos en la estructura, pensada como forma sonata

Respecto al uso de estos hexacordos a partir de los temas, desarrolla las relaciones entre estas dos estructuras, empleando retrogradaciones e inversiones para definir las áreas que corresponden a las exposiciones, reexposiciones, temas primarios y secundarios, etc. Así, por ejemplo, puede presentar un único hexacordo (con las transposiciones respectivas) en la exposición, y reservar ciertas combinaciones de transposiciones y hexacordos para las apariciones de ciertos motivos. El esquema a continuación (Figura 3) hace referencia a la asociación a estas divisiones clásicas y cómo implementa las transposiciones de la serie y los hexacordos (codificadas con P y H respectivamente).
Este replanteamiento de la estructura armónica concuerda con el pensamiento de Milton Babbitt, con respecto a que la idea fundamental de la técnica dodecafónica es una reformulación del principio de tonalidad. De hecho, de los escritos de Gerhard se deduce que estaba al tanto de la investigación de Babbit.
Como detalle, este primer movimiento presenta “ecos de ritmos ibéricos primitivos”. Concretamente, algunos de los polirritmos en el ostinato se refieren a las Charradas de Salamanca, y algún ritmo, al fandango.

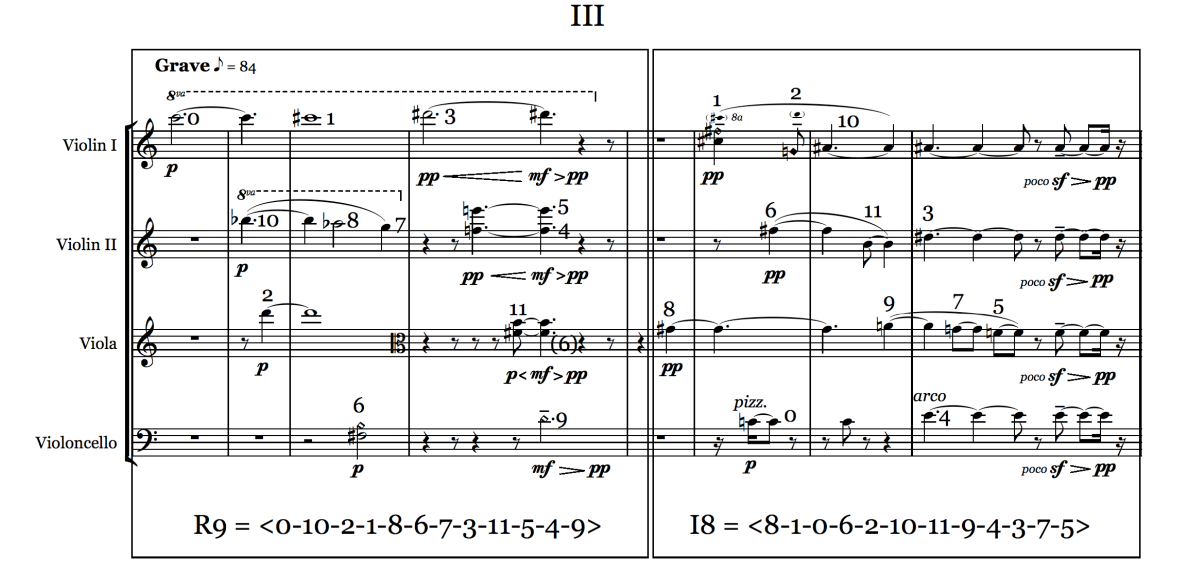
Figura 4. Emparejamiento de dos series relacionadas mediante inversión y retrogradación

#### Movimiento II (Con vivacità)
Es el movimiento más breve, suele durar entre 2 y 3 minutos. Podría estar asociado con el tratamiento de Bartók comentado anteriormente sobre la paleta rítmica y modal con respecto a la tradición. Aporta contraste y descanso entre la complejidad y la solidez los movimientos I y III.

#### Movimiento III (Grave)
En este movimiento aprovecha los hexacordos para establecer un vínculo entre las transformaciones de la serie dodecafònica y sus inversiones. De esta manera empareja cada transposición de la secuencia original, por un lado, con su retrogradación y, por otro, con otra inversión y su respectiva retrogradació.

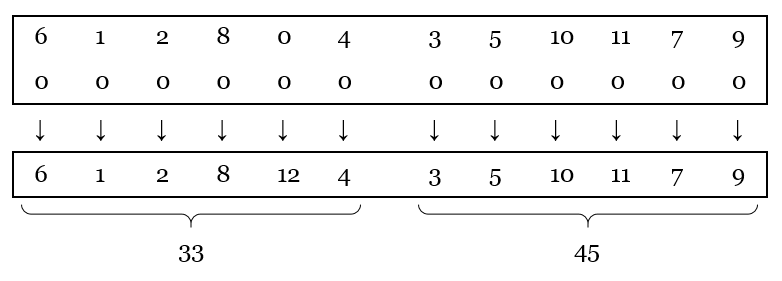
Figura 5. Derivación de las duraciones a partir de la serie

En cuanto a la temporalidad, la misma serie de alturas permite derivar la duración de las notas: se logra haciendo una simple resta en módulo 12, es decir, restando y considerando los resultados en el intervalo {\displaystyle [1,12]} de forma que si un número se queda fuera, se le pueden añadir o restar tantos 12 cómo sea necesario. Esto influye en la estructura de la obra, ya que determina bloques de 78 {\displaystyle (78=1+2+\ldots +12)} corcheas donde una sola serie actúa. Además, dividirá la secuencia en dos hexacordos para que sus respectivas duraciones sean 33 y 45. La relación 33:45 tiene una implicación esencial a lo largo del movimiento, ya que lo dividirá en 4 secciones estructuradas de la siguiente manera: hay 3 secciones de 11 compases {\displaystyle (33=3\cdot 11)} y una última de 12 compases {\displaystyle (12=45-33)}.
De esta forma, además de la serie dodecafònica, hay una serie rítmica que se emplea y que gobierna, en palabras de Julian White, “el movimiento, la duración y la sucesión temporal de la totalidad de los acontecimientos sonoros”.

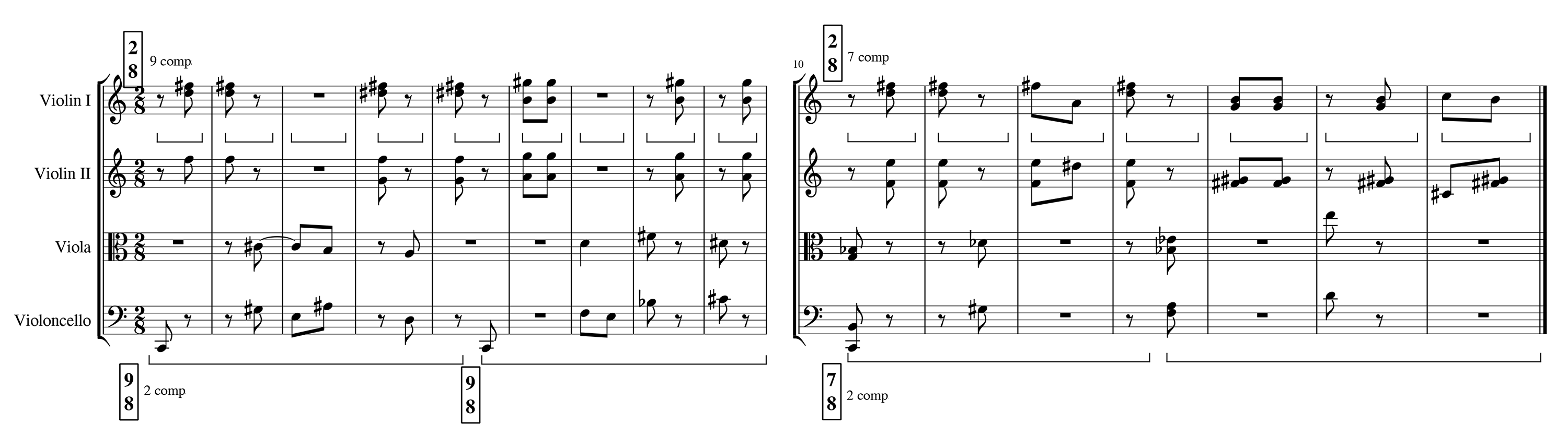
Figura 6. Ejemplo de los cyclic meter trains al último movimiento del Cuarteto

#### Movimiento IV (Molto allegro)
Este movimiento contiene los mismos principios compositivos que los anteriores pero además introduce la técnica de cyclic meter trains, la cual tiene la función de hacer sonar estructuras con una cantidad determinada de pulsaciones sobre una métrica con otra cantidad distinta, lo cual provoca que la caída de la métrica y la estructura particular no coincidan hasta después de un número determinado de iteraciones (el cual será el mínimo común múltiplo de las pulsaciones que conforman los dos elementos).
En particular, el siguiente diagrama muestra como se hace sonar cada estructura (un 9/8 y un 7/8, respectivamente) dos veces, ajustando con el compás de 2/8 cada 9 y 7 iteraciones, respectivamente.

## Crítica al serialismo
Por primera vez, Gerhard aplicó radicalmente en este cuarteto el concepto teórico de serie rítmica: el tercer movimiento puede ser entendido como un estudio de proporciones, y para que este fuese eficaz era necesario asegurar la perceptibilidad al oyente. Estas proporciones, en parte, podían estar implicadas desde el mismo perfil de la serie de alturas, y jugar con esta ambivalencia. Cabe notar que Gerhard buscaba continuamente mantenerse al tanto de los avances en el arte, la ciencia y la tecnología, cosa que influyó mucho en su manera de ver la música y analizarla.
“Al final de los dos últimos movimientos del cuarteto, Gerhard trata de racionalizar tales correspondencias y de establecer precisas conexiones entre las alturas y la dimensión temporal en su música, las cuales derivan de un plan de construcción preconcebido. De este modo, por cada nota de la serie medida con semitonos desde una “nota fundamental” en el sistema hexacordal, se crea un número que corresponda y que pueda ser equivalente en un a escala temporal o de valores métricos.” Roman Vlad
En vez de asignar una secuencia numérica a todos los ritmos (que determinaría a priori el patrón rítmico), Gerhard prefería trabajar la serie en instancias más generales (métricas, rítmicas) e ir especificando a una escala más pequeña. Esto lo distinguió de otros estilos de serialismo, que criticaba por dejar muy poco a la libertad y a la intuición. La otra característica distintiva es el hecho de que funciona con diferentes ratios de tiempos que le servían como guía.

## Estreno y grabaciones
Acabado el 1955, el Cuarteto 1 (dedicado al Cuarteto Parrenin) fue estrenado en agosto del año siguiente a la escuela de verano de Dartington, con un tiempo total de 19 minutos.
Algunas de las grabaciones notables incluyen el Cuarteto Kreutzer y el Cuarteto Arditti.

### Listado alfabético de referencias
- «'All-Arditti' CDs on Various Labels». [Consulta: 17 de abril de 2020].
- «Roberto Gerhard, Kreutzer Quartet – String Quartets 1 & 2». [Consulta: 17 de abril de 2020].
- n.a. «London concerts». The Musical Times, febrero de 1951, p. 83.
- n.d. «Roberto Gerhard: A Sruvey: Chronology». Tempo (139), 1981, p. 3-4.
- Babbit, Milton «Some Aspects of Twelve-Tone Composition». Sonus: A Journal of Investigations into Global Musical Possibilities (13/1), 1992, p. 56-74.
- Boulez, Pierre. Notes of an Apprenticeship, p. 268-275.
- Drew, David «Roberto Gerhard». The Musical Times (111(1525)), 1970, p. 307-308.
- Duque, Carlos «Serial and melodic evolution in the work of Roberto Gerhard: an explorer in the avant-garde». Perspectives on Gerhard: Selected Proceedings of the 2nd and 3rd International Roberto Gerhard Conferences, 2012.
- Gerhard, Robert «Developments in twelve-tone technique». The Score and IMA Magazine (17), 1956.
- Homs, Joaquim «Roberto Gerard, the human side». Proceedings of the 1st International Roberto Gerhard Conference, 2011, p. 6-8.
- Mitchell, Rachel «Form and function in Roberto Gerhard's String Quartet no. 1». Proceedings of the 1st International Roberto Gerhard Conference, 2011.
- Mitchell, Rachel. «Roberto Gerhard's Serial Procedures and Formal Design in String Quartets Nos. 1 and 2». En: Adkins, Monty. The Roberto Gerhard Companion. Routledge, 2016.
- Muñoz, Xavier. The house of Alice Roughton.
- Sánchez de Andrés, Leticia. Pasión, desarraigo y literatura: el compositor Robert Gerhard. Antonio Machado Libros, 2015.
- Sardà, Albert «Robert Gerhard: un gran impuls per a la música catalana». Quaderns de Vilaniu (40), 2001, p. 63-70.
- Vlad, Roman «My First Impressions of Robert Gerhard's Music». The Score, 1956, p. 33.
- White, Julian. «A Sense of Proportion: Gerhard and the Postwar Avant-Garde». En: Adkins, Russ. Essays on Roberto Gerhard. Cambridge Scholars Publishing, 2017.
- White, Julian «'Lament and laughter': emotional responses to exile in Gerhard's post-Civil War works». Proceedings of the 1st International Roberto Gerhard Conference, 2011.
- White, Julian «National Traditions in the Music of Roberto Gerhard». Tempo (184), 1993, p. 2-13.